# Journal of Computer Information Systems
The Journal of Computer Information Systems (JCIS) is een internationaal, aan collegiale toetsing onderworpen wetenschappelijk tijdschrift op het gebied van de informatiesystemen. De naam wordt in literatuurverwijzingen meestal afgekort tot J. Comput. Inform. Syst. Het wordt uitgegeven door de International Association for Computer Information Systems.